# Episodi di Poirot (settima stagione)
La settima stagione di Poirot è composta da 2 episodi della durata di 103 minuti.
| nº | Titolo originale            | Titolo italiano               | Prima TV Inghilterra | Prima TV Italia |
| -- | --------------------------- | ----------------------------- | -------------------- | --------------- |
| 1  | The Murder of Roger Ackroyd | L'assassinio di Roger Ackroyd | 2 gennaio 2000       | 2001            |
| 2  | Lord Edgware Dies           | Se morisse mio marito         | 19 febbraio 2000     | 2001            |

## L'assassinio di Roger Ackroyd
- Titolo originale: The Murder of Roger Ackroyd
- Diretto da: Andrew Grieve
- Scritto da: Clive Exton

### Trama
Hercule Poirot, stanco della vita in città, si trasferisce nel tranquillo paese di campagna di King's Abbott. Accanto alla sua nuova casa abitano il dottor Sheppard e sua sorella Caroline, con i quali è amico. Il detective viene invitato a cena da Roger Ackroyd, signorotto locale e vecchio amico di Poirot, ma quella stessa sera, ritiratosi dopo la cena, il padrone di casa viene trovato cadavere. Poirot investiga, coadiuvato dall'amico Japp, e si accorge di un possibile collegamento tra il suicidio di una donna locale e la morte di suo marito l'anno precedente.
- Cast: David Suchet (Hercule Poirot), Philip Jackson (ispettore capo James Japp), Oliver Ford Davies (dott. Sheppard), Malcolm Terris (Roger Ackroyd), Selina Cadell (Caroline Sheppard), Daisy Beaumont (Ursula Bourne), Flora Montgomery (Flora Ackroyd), Nigel Cooke (Geoffrey Raymond), Jamie Bamber (Ralph Paton), Roger Frost (Parker), Vivien Heilbron (signora Ackroyd)
- Romanzo originale: L'assassinio di Roger Ackroyd

## Se morisse mio marito
- Titolo originale: Lord Edgware Dies o Thirteen at Dinner
- Diretto da: Brian Farnham

### Trama
Lady Edgware, la famosa attrice di teatro Jane Wilkinson, è sconfortata dal fatto che il marito si rifiuti categoricamente di concederle il divorzio. Chiede così a Poirot di fare visita all'uomo per vedere se esistono possibilità di convincerlo. Lord Edgware è noto per le angherie che riserva a tutti coloro che lo circondano. Quando viene trovato morto, non è una grossa sorpresa visto il gran numero di sospettati. La polizia crede che lady Edgware sia la colpevole, ma ha un alibi di ferro avendo partecipato ad una cena privata mentre il marito veniva ucciso. A completare il quadro, sono sospettati il nipote dell'uomo, che erediterebbe la sua fortuna, il suo assistente personale, da sempre trattato male, e il maggiordomo di famiglia, che chiaramente ha a cuore i suoi interessi e potrebbe aver rubato una ingente somma di denaro.
- Romanzo originale: Se morisse mio marito